# Ravarino
Ravarino är en ort och kommun i provinsen Modena i regionen Emilia-Romagna i Italien. Kommunen hade 6 173 invånare (2018).